# انگنس کاتزاندر
انگنس کاتزاندر (به انگلیسی: Ágnes Kaczander) (زادهٔ ۲۱ نوامبر ۱۹۵۳) شناگر اهل مجارستان است.